# Wouter I van Vexin
Wouter I (Walther/Gauthier)  van Vexin (voor 925 -987) was een jongere zoon van Rudolf I van Vexin en Hildegard van Amiens.
Hij volgde rond 944 zijn broer op als graaf van Amiens, Vexin en Valois, maar het duurde nog tot rond 965 vooraleer de drie graafschappen echt opnieuw verenigd waren. Wouter streefde naar goede betrekkingen met de aartsbisschop Hugo III van Rouen en huwde diens zuster. Toen in 991 zijn schoonzus Liutgarde, de douairière van Mantes en Meulan, overleed, recupereerde Wouter Mantes, terwijl Meulan naar haar zoon Walram II ging.
Hij trouwde later met Adèle, vermoedelijk een dochter van Fulco II van Anjou, en werd de vader van:
- Wouter II
- Gwijde (-995), bisschop van Soissons
- Rudolf, genoemd in 975
- Godfried I van Gâtinais
- Fulk.